# Río Salado de Conil
Río Salado de Conil este o arie protejată (arie specială de conservare — SAC, sit de importanță comunitară — SCI) din Spania întinsă pe o suprafață de 211,53 ha, integral pe uscat.

## Localizare
Centrul sitului Río Salado de Conil este situat la coordonatele 36°19′43″N 5°56′38″W / 36.3286°N 5.9438°V.

## Înființare
Situl Río Salado de Conil a fost declarat sit de importanță comunitară în aprilie 1999 pentru a proteja 6 specii de animale. Situl a fost protejat și ca arie specială de conservare în martie 2015.

## Biodiversitate
Situată în ecoregiunile marină Atlantică și mediteraneană, aria protejată conține 8 habitate naturale: Păduri de Quercus suber, Estuare, Galerii și tufărișuri riverane sudice (Nerio-Tamaricetea și Securinegion tinctoriae), Păduri de Olea și Ceratonia, Terase mlăștinoase și terase nisipoase neacoperite de apă la reflux, Dehesas cu Quercus spp. perene, Pseudostepă cu ierburi și specii anuale de Thero-Brachypodietea, Tufărișuri termo-mediteraneene și de pre-deșert.
La baza desemnării sitului se află mai multe specii protejate:
- păsări (1): Elanus caeruleus
- mamifere (1): vidră de râu (Lutra lutra)
- nevertebrate (2): Apteromantis aptera, croitorul mare al stejarului (Cerambyx cerdo)
- pești (1): Aphanius baeticus
- reptile (1): Mauremys leprosa

Pe lângă speciile protejate, pe teritoriul sitului au mai fost identificate 2 specii de plante, 1 specie de amfibieni.